# Nemoura arctica
Nemoura arctica is een steenvlieg uit de familie beeksteenvliegen (Nemouridae). De wetenschappelijke naam van de soort is voor het eerst geldig gepubliceerd in 1910 door Esben-Petersen.